# المجمع السكني دوكوهة (حومة انديمشك)
المجمع السکني دوکوهة (بالفارسية: شهرک دوکوهه) هي قرية تقع في إيران في منطقة مركزية ريفية. يقدر عدد سكانها بـ 1,485 نسمة .